# Cel mai mare francez
Cel mai mare francez din toate timpurile (în franceză Le Plus Grand Français de tous les temps) este o emisiune difuzată de postul France 2 la începutul anului 2005, bazată pe seria originală 100 Greatest Britons a BBC. Emisiunea a întrebat telespectatorii francezi cine credeau că sunt cele mai importante personalități ale Franței. A fost prezentată de Michel Drucker și Thierry Ardisson, iar episodul final a fost transmis de la Senatul francez.
Emisiunea a fost criticată de unii istorici pentru faptul că s-a axat doar pe personalități din istoria recentă a Franței. Figuri-cheie ale istoriei franceze care au contribuit la fondarea națiunii, cum ar fi eroina națională Ioana d'Arc, regii Filip al II-lea al Franței, Ludovic al IX-lea al Franței și Ludovic al XIV-lea sau împăratul francez Napoleon Bonaparte au fost, în mare parte, ignorate.

## Rezultate

### Top 10
| Loc | Nume               | Nume                              | Ocupație |
| --- | ------------------ | --------------------------------- | --- |
| 1   | Charles de Gaulle  | Charles de Gaulle (1890-1970)     | General și președinte. Lider al mișcării de rezistență franceză în timpul celui de-al Doilea Război Mondial. Președinte al Franței între 1944 și 1946, și între 1958 și 1969. Admirat pentru că a conferit Franței postbelice prestigiu internațional și independență în politica sa externă. |
| 2   | Louis Pasteur      | Louis Pasteur (1822-1895)         | Om de știință. A descoperit vaccinarea, fermentația microbiană și pasteurizarea. A dezvoltat vaccinuri împotriva rabiei și antraxului. |
| 3   | Abbé Pierre        | Abbé Pierre (1912-2007)           | Preot. Membru al mișcării de rezistență în timpul celui de-al Doilea Război Mondial. Fondator al mișcării Emmaus, care ajută persoanele sărace și fără adăpost. |
| 4   | Marie Curie        | Marie Curie (1867-1934)           | Fiziciană și chimistă poloneză. Co-descoperitoare a radioactivității, radiului și poloniului. Prima femeie care a câștigat Premiul Nobel pentru fizică (1903) și Premiul Nobel pentru chimie (1911), și singura persoană care le-a câștigat pe amândouă.                                      |
| 5   | Coluche            | Coluche (1944-1986)               | Comedian, actor și activist umanitar. Fondator al Restaurants du Coeur, o mișcare caritabilă non-profit care distribuie alimente nevoiașilor, și ajută oamenii în găsirea unei locuințe. |
| 6   | Victor Hugo        | Victor Hugo (1802-1885)           | Scriitor. Autor al romanelor celebre Notre-Dame de Paris și Mizerabilii. A militat pentru libertatea presei, și împotriva pedepsei cu moartea. |
| 7   | Bourvil            | Bourvil (1917-1970)               | Comedian, actor și cântăreț. Filmele și cântecele sale sunt și astăzi considerate clasice în Franța. |
| 8   | Molière            | Molière (1612-1673)               | Dramaturg. Autor al comediilor Tartuffe și Avarul. Considerat cel mai important și influent autor de limbă franceză din toate timpurile. |
| 9   | Jacques Cousteau   | Jacques-Yves Cousteau (1910-1997) | Explorator și oceanograf. Co-inventator al aparatului Aqua-lung, care a lansat scufundările subacvatice moderne. A militat pentru conservarea mediului marin. |
| 10  | Edith Piaf         | Édith Piaf (1915-1963)            | Cântăreață. Cunoscută pe plan internațional pentru melodiile „La Vie en Rose” și „Non, je ne regrette rien”. |

### Restul listei
| 1. Marcel Pagnol (1895-1974), romancier, dramaturg și regizor de film. 2. Georges Brassens (1921-1981), cântăreț și compozitor. 3. Fernandel (1903-1971), comedian, actor și cântăreț. 4. Jean de la Fontaine (1621-1695), poet și fabulist. 5. Jules Verne (1828-1905), scriitor de literatură SF (Douăzeci de mii de leghe sub mări, Ocolul Pământului în 80 de zile). 6. Napoleon Bonaparte (1769-1821), conducător militar și împărat. 7. Louis de Funès (1914-1983), actor și comedian. 8. Jean Gabin (1904-1976), actor. 9. Daniel Balavoine (1952-1986), cântăreț și compozitor. 10. Serge Gainsbourg (1928-1991), cântăreț și compozitor. 11. Zinedine Zidane (1972-), fotbalist. 12. Carol cel Mare (748-814), împărat. 13. Lino Ventura (1919-1987), actor. 14. François Mitterrand (1916-1996), președinte. 15. Gustave Eiffel (1832-1923), arhitect. 16. Émile Zola (1840-1902), scriitor. 17. Emmanuelle Cinquin (1908-2008), maică. 18. Jean Moulin (1899-1943), lider al rezistenței în Al Doilea Război Mondial. 19. Charles Aznavour (1924-2018), cântăreț, compozitor și actor. 20. Yves Montand (1921-1991), actor. 21. Ioana d'Arc (1412-1431), militară și sfântă catolică. 22. Général Leclerc (1902-1947), conducător militar. 23. Voltaire (1694-1778), scriitor, filosof și istoric (Candid). 24. Johnny Hallyday (1943-2017), cântăreț. 25. Antoine de Saint-Exupéry (1900-1944), scriitor și aviator (Micul prinț). 26. Claude Francois (1939-1978), cântăreț. 27. Christian Cabrol (1925-2017), cardiolog. 28. Jean-Paul Belmondo (1933-2021), actor. |  | 1. Jules Ferry (1832-1893), prim-ministru. 2. Louis Lumière, inventator și regizor. 3. Michel Platini (1955-), fotbalist. 4. Jacques Chirac (1932-2019), președinte și prim-ministru. 5. Charles Trenet (1913-2001), cântăreț. 6. Georges Pompidou (1911-1974), președinte și prim-ministru. 7. Michel Sardou (1947-), cântăreț. 8. Simone Signoret (1921-1985), actriță. 9. Haroun Tazieff (1914-1998), vulcanolog și geolog. 10. Jacques Prévert (1900-1977), poet. 11. Éric Tabarly (1931-1998), navigator. 12. Ludovic al XIV-lea (1638-1715), rege. 13. David Douillet (1969-), judoka. 14. Henri Salvador (1917-2008), cântăreț. 15. Jean-Jacques Goldman (1951-), cântăreț. 16. Jean Jaurès (1859-1914), politician. 17. Jean Marais (1913-1998), actor. 18. Yannick Noah (1960-), jucător de tenis. 19. Albert Camus (1913-1960), scriitor și filosof (Străinul, Ciuma). 20. Dalida (1933-1987), cântăreață. 21. Léon Zitrone (1914-1995), jurnalist. 22. Nicolas Hulot (1955-), jurnalist. 23. Simone Veil (1927-2017), politiciană, feministă și supraviețuitoare a Holocaustului. 24. Alain Delon (1935-2024), actor. 25. Patrick Poivre d'Arvor (1947-), jurnalist. 26. Aimé Jacquet (1941-), fotbalist. 27. Francis Cabrel (1953-), cântăreț. 28. Brigitte Bardot (1934-), actriță și sex simbol. 29. Guy de Maupassant (1850-1893), scriitor. |  | 1. Alexandre Dumas, tatăl (1802-1870), scriitor (Cei trei muschetari, Contele de Monte-Cristo). 2. Honoré de Balzac (1799-1850), scriitor (Femeia de treizeci de ani). 3. Paul Verlaine (1844-1896), poet. 4. Jean-Jacques Rousseau (1712-1778), scriitor și filosof. 5. Maximilien de Robespierre (1758-1794), avocat și revoluționar. 6. Renaud (1952-), cântăreț. 7. Bernard Kouchner (1938-), politician. 8. Claude Monet (1840-1926), pictor. 9. Michel Serrault (1928-2007), actor. 10. Pierre-Auguste Renoir (1841-1919), pictor. 11. Michel Drucker (1942), jurnalist. 12. Raimu (1883-1946), comedian. 13. Vercingetorix (c. 82-46 î.Hr), conducător gal. 14. Raymond Poulidor (1936-2019), ciclist. 15. Charles Baudelaire (1821-1867), poet. 16. Pierre Corneille (1606-1684), dramaturg. 17. Arthur Rimbaud (1854-1891), poet. 18. Georges Clemenceau (1841-1929), prim-ministru și jurnalist. 19. Gilbert Bécaud (1927-2001), cântăreț. 20. José Bové (1953-), fermier. 21. Jean Ferrat (1930-2010), cântăreț. 22. Lionel Jospin (1937-), prim-ministru. 23. Jean Cocteau (1889-1963), poet, dramaturg și cineast. 24. Luc Besson (1959-), regizor. 25. Tino Rossi (1907-1983), cântăreț. 26. Pierre de Coubertin (1863-1937), fondatorul Jocurilor Olimpice moderne. 27. Jean Renoir (1894-1979), regizor. 28. Gérard Philipe (1922-1959), actor și comedian. 29. Jean-Paul Sartre (1905-1980), filosof, romancier și dramaturg. 30. Catherine Deneuve (1943-), actriță. 31. Serge Reggiani (1922-2004), actor, cântăreț și comedian. 32. Gérard Depardieu (1948-), actor. 33. Françoise Dolto (1908-1988), pediatră. 34. René Descartes (1596-1650), filosof. 35. Blaise Pascal (1623-1662), matematician, fizician și inventator. |